# Niffer
 Niffer (en alsacià Nìfer) és un municipi francès, situat a la regió del Gran Est, al departament de l'Alt Rin. L'any 2006 tenia 952 habitants.

## Demografia
| 1962 | 1968 | 1975 | 1982 | 1990 | 1999 |
| ---- | ---- | ---- | ---- | ---- | ---- |
| 225  | 307  | 402  | 575  | 614  | 657  |

## Administració
| Període | Identitat        | Partit |
| ------- | ---------------- | ------ |
| -1995   | Aimé Syren       |        |
| 1995-   | Jean-Luc Vonfeld |        |